# E-3 Sentry
E-3 Sentry (укр. «Се́нтрі») — американський військовий стратегічний літак дальнього радіолокаційного виявлення. Розроблений компанією Boeing на базі пасажирського літака Boeing-707-320B. Перший політ здійснив 31 жовтня 1975 року. На озброєнні ВПС США, Великої Британії, Франції та Саудівської Аравії. До кінця серійного виробництва в 1992 році було побудовано 68 літаків різних модифікацій.

## Історія розробки і виробництва
Наприкінці 1960-х років у США була прийнята концепція національної оборони, згідно з якою виявлення бомбардувальників противника мало здійснюватися на дальніх підступах загоризонтними РЛС похило-поворотного сканування простору. При наближенні бомбардувальників, для більш точного визначення координат цілей і оперативного наведення винищувачів мали використовуватися літаки дальнього радіолокаційного виявлення (AEW — Airborne Early Warning). Пізніше вимоги військових були розширені — літаки отримали функцію виявлення і наведення (AEW&C/AWACS).
На початку 1970-х років, дослідження, що проводились фахівцями НАТО також засвідчили, що покращення тактико-технічних характеристик сучасної військової авіації робить неефективним використання стаціонарних РЛС пунктів управління і радіолокаційних постів об'єднаної системи ППО НАТО в Європі по низьколетячих цілях, особливо у районах з гірським рельєфом, що має істотний вплив на своєчасність оповіщення про повітряного противника органів і пунктів управління, а також активних сил ППО, приведення їх у готовність до перехоплення або обстрілу цілей. Крім того, командування НАТО вважало, що в перспективі характер бойових дій передбачатиме зростання складності повітряної обстановки, її високу динамічність і інтенсивне застосування засобів радіоелектронної боротьби — усе це висувало підвищені вимоги до стійкості управління авіацією. Дослідження показали, що система повітряного попередження, спрямована на виявлення малорозмірних високошвидкісних повітряних суден-порушників на великій дальності, а також за необхідності — надводних морських цілей (кораблів і катерів), значно підвищить обороноздатність Альянсу.
Перший прототип літака системи AWACS, створений компанією Boeing на базі планера вантажного літака Боїнг-707-320B, отримав позначення EC-137D. Він здійснив перший політ 5 лютого 1972 року. Всього було побудовано дві дослідні машини. У серію пішли літаки під кодом E-3A, яких було замовлено 34 одиниці.
Перші 24 літаки були поставлені в базовій комплектації. Десять останніх — в модернізованому, стандартному, для ВПС США і НАТО варіанті з удосконаленою РЛС AN/APY-2. Базові американські E-3А були допрацовані у E-3В шляхом установки перешкодостійкої системи зв'язку HAVE QUICK, підвищення завадостійкості всього бортового радіоелектронного обладнання і авіоніки, а також установки ще п'яти робочих місць для операторів. Перший E-3В ВПС США отримали 18 липня 1984 року. Надалі літаки неодноразово модернізувалися, в тому числі й ті, що знаходяться в експлуатації.
Третя фаза модернізації, що проводилася в 1990-х роках (проект Block30/35) включала модернізацію обладнання та дооснащення системами, які дозволяли здійснювати як радіотехнічну розвідку (станція РТР AN/AYR-1) у пасивному режимі, так і інтеграцію цієї станції в комплекс наведення і управління, з метою класифікації цілей за характером сигналів їх джерел високочастотного випромінювання. За проектом Snappy у 1991 році низку систем встановили на семи E-3В спеціально до операції «Буря в пустелі», пізніше аналогічним чином допрацювали ще вісім літаків. Літаки Е-3 ВПС США, що пройшли модернізацію планера за стандартом Block40/45 позначаються E-3G.
У грудні 1978 року, Комітет оборонного планування підписав меморандум про взаєморозуміння щодо закупки і спільної експлуатації НАТО 18 літаків E-3A/D системи АВАКС, призначених для використання як власної повітряної системи дальнього радіолокаційного виявлення Північноатлантичного альянсу. Літаки E-3A АВАКС НАТО відрізняються від американських E-3B/C незначними змінами в електронному обладнанні, а також мають підкрильні вузли підвіски зброї на які можуть також навішуватися контейнери з обладнанням для радіоелектронної боротьби. Десять літаків стандарту НАТО також отримали системи Have Quick, на них підвищили обчислювальні потужності і ефективність бортового радіоелектронного обладнання.
Для Королівських повітряних сил Великої Британії виготовлялася модель E-3D з двигунами CFM56-2A-2, яка з 1990 року отримала позначення Sentry AEW.Mk.I. Всього було випущено сім Е-ЗAEW.1. Літаки цієї модифікації мають універсальну систему дозаправки в повітрі, яка працює як з телескопічною штангою американських танкерів, так і з європейською системою «шланг-конус». Також, ця машина дооснащена станціями короткохвильової тропосферного зв'язку та станціями радіотехнічної розвідки. Літаки E-3D з дещо зміненим складом обладнання у варіанті E-3F використовуються ВПС Франції (чотири одиниці).

## Бортове радіоелектронне обладнання та особливості конструкції

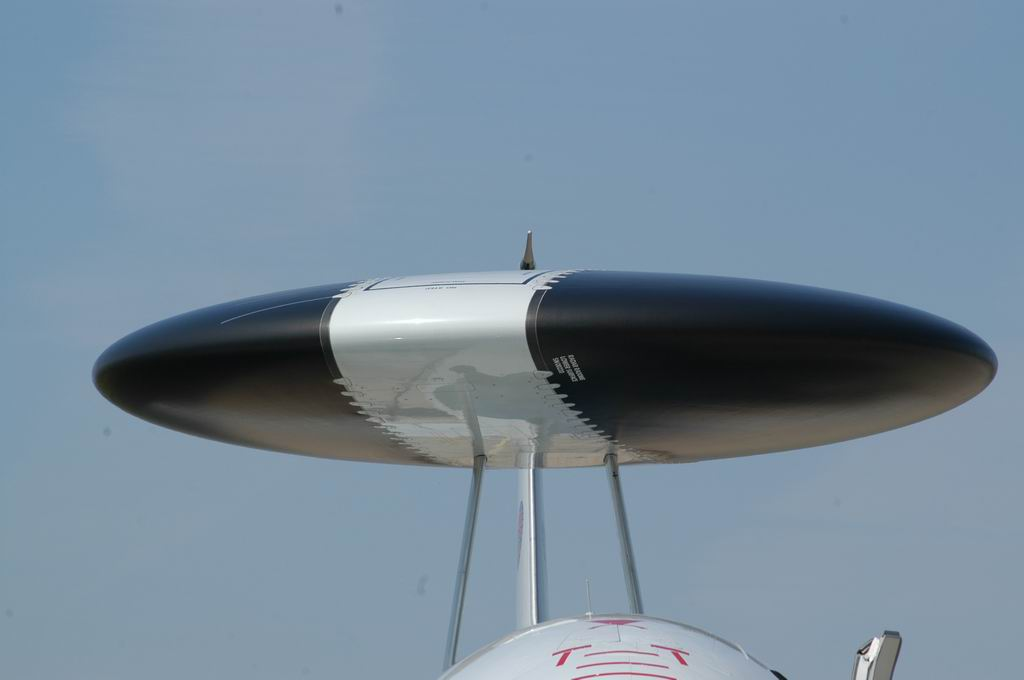
Обтічник багатофункціональної РЛС кругового огляду AN/APY-1

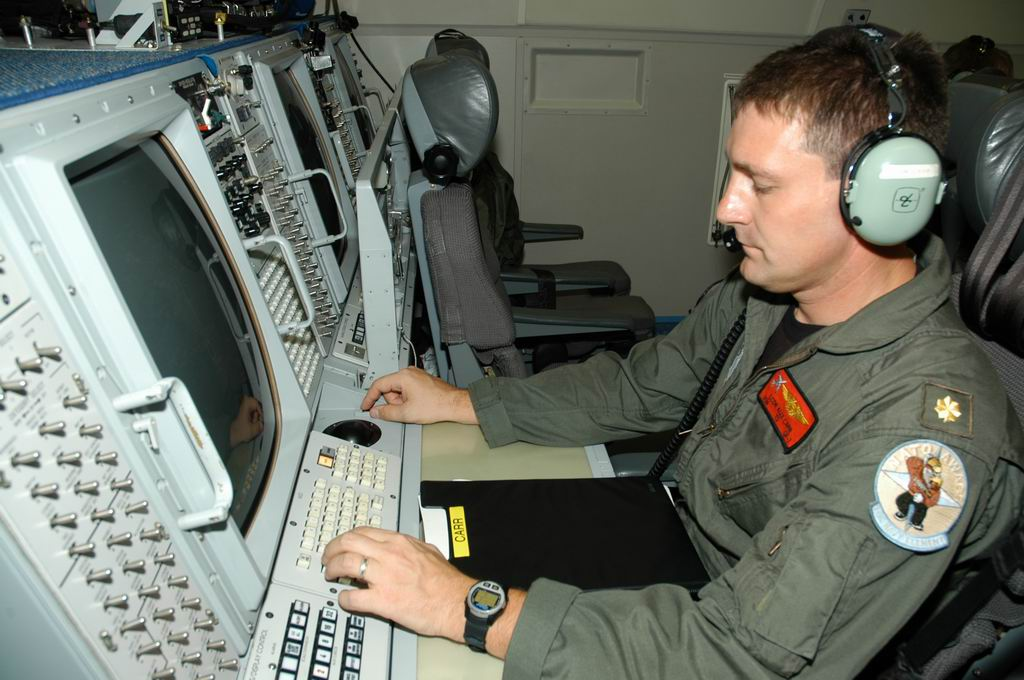
Операційний пост (консоль управління) E-3A АВАКС НАТО

Основу комплексу АВАКС становить потужна багатофункціональна РЛС кругового огляду AN/APY-1 (AN/APY-2). Саме її антена є основною розрізнювальною ознакою літаків E-3. Це великий тарілкоподібний обертовий обтічник 9,1 м в діаметрі і 1,8 м в товщину, що підтримується двома пілонами з великою хордою на висоті 4,2 м над фюзеляжем в хвостовій його частині. Обтічник нахилений вниз на 6° для поліпшення обтічності. Нахил антени від горизонту компенсується в електронний спосіб. Антена має гідравлічний привод і робить коло за 10 секунд, забезпечуючи при цьому зону радіолокаційного огляду 360°. Радар здатен виявляти не лише повітряні об'єкти, а й морські судна. Літаки типу бомбардувальник виявляються з відстані 520 км, низьколетячі малорозмірні цілі можуть бути виявлені на дальності до 400 км, цілі над горизонтом — до 650 км від літака. Крім своєї основної функції обтічник антени також слугує для відведення надлишкового тепла від апаратури літака. Підсистема обробки даних з бортового комп'ютера 4PiCC-1, розробленого компанією IBM, забезпечує стійкий супровід одночасно до 100 цілей. Оператори РЛС можуть проводити упізнання літаків противника і стеження за ними на низьких висотах незалежно від характеру рельєфу місцевості і видавати інформацію цілевказівки своїм літакам, що знаходяться в тому ж районі. В літаках E-3A АВАКС НАТО застосовуються також бортові РЛС нижнього огляду з фазованою решіткою, що дозволяє виявляти і супроводжувати цілі, виявлення яких зазвичай утруднене у зв'язку з постійними наземними перешкодами.
Спочатку розроблені як гнучка, перешкодостійка, мобільна оглядова радіолокаційна станція, літаки Е-3А постійно вдосконалювалися у відповідності з завданнями, що визначалися змінами геополітичної ситуації і характером місій. Внаслідок послідовних програм модернізації, Е-3А, зберігаючи функції дальнього радіолокаційного виявлення, тепер являють собою також і командний, зв'язковий і координаційний центр. Літаки модифікації E-3B мають вдосконалену РЛС AN/APY-2 з бортовим комп'ютером 4PiCC-2, нові системи кодованого цифрового зв'язку. Літак може працювати з надводним і малорухливим повітряним цілям. За програмою модернізації RSIP РЛС була доопрацьована з метою ефективного виявлення маловисотних крилатих ракет. Заявлялося, що після модернізації приймальної частини локатора останній зможе виявляти об'єкти з ЕПР (ефективною площею розсіювання сигналу) 1 м² на дальності до 425 км.
На літаку встановлено чотири турбовентиляторні двигуни TF33-P-100/100A. Двигуни мають по два електрогенератори кожен, з сумарною потужністю близько 1000 кВт для живлення бортової апаратури. Експортні модифікації літаків оснащувалися двигунами CFM International CFM56.

## Експлуатація
У ВПС США експлуатується 31 літак E-3C. 27 машин приписані до авіабази Тінкер в Оклахома-Сіті. Чотири літаки ВПС США в зоні Тихого океану в Анкориджі на Алясці (військова база Ельмендорф-Річардсон) і в Кадені, префектура Окінава в Японії (авіабаза Кадена). Один літак знаходився в дослідній експлуатації фірми «Боїнг», але влітку 2012 був відправлений на утилізацію.
Багатонаціональний компонент NATO AWACS — 17 літаків E-3А з місцем базування на оперативну авіабазу Гайленкірхен (Гайленкірхен, Німеччина) та реєстрацією в Люксембурзі (хоча ця країна не має національних ВПС). Британський компонент NATO AWACS E-3D — окрема авіаескадрилья, сім Е-ЗAEW.1 на авіабазі Воддінгтон (Лінкольн, Велика Британія). У ВПС Франції чотири E-3F. П'ять E-3А «стандартний» (відмінний від початкового «базового») з 1986 року були поставлені Саудівській Аравії. Вони входять до складу 18-ї ескадрильї, яка спочатку дислоковалася на авіабазі Принц Султан (Ель-Хардж), в 1997 році була перебазована в Ер-Ріяд.

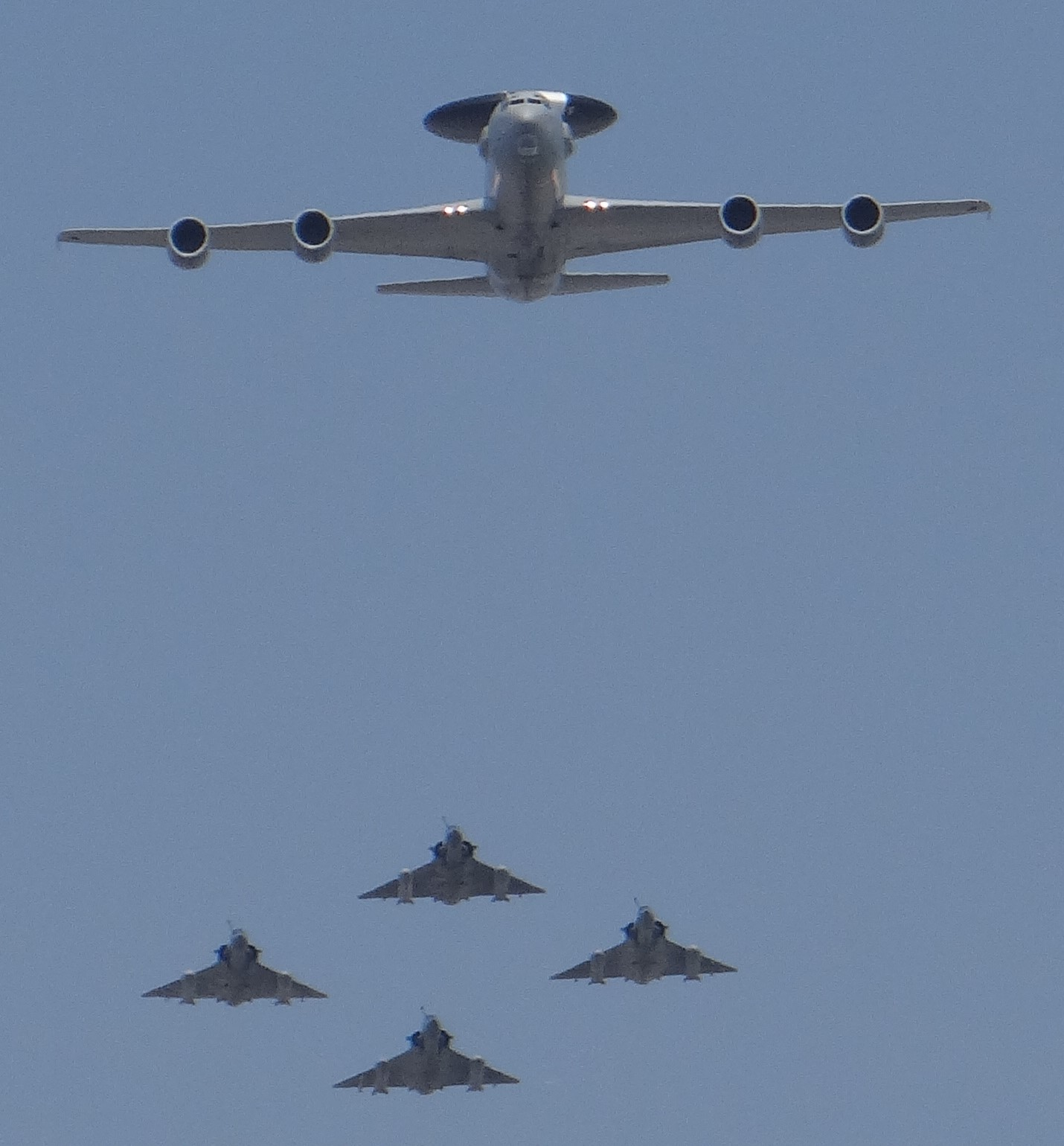
E-3F ВПС Франції в супроводі четвірки Mirage 2000-5 (демонстраційний політ)

За час експлуатації розширювався спектр завдань E-3 Sentry від дальнього радіолокаційного виявлення (AEW — Airborne Early Warning), поступово, в ході численних модернізацій, до C3I (Command, Control, Communications, Intelligence), притаманних повітряним командним пунктам. Була також забезпечена оперативна сумісність літаків Е-3 з системами управління 412L (об'єднані ВПС), NATINADS («Нейдж»). У 1979 році літаки Е-3 і винищувачі були обладнані апаратурою об'єднаної тактичної системи розподілу даних JTIDS, що дозволило передавати символьну інформацію про обстановку на борт одночасно декількох десятків літаків в радіусі до 600 км. Сьогодні E-3 Sentry вирішують завдання управління, зв'язку і радіотехнічної розвідки у визначених районах і здатні контролювати повітряну обстановку, відстежувати літаки і ракети противника, здійснювати наведення своєї авіації. З моменту прийняття на озброєння Е-3 в повній мірі продемонстрували свої можливості, ставши одним з найважливіших компонентів ППО США і НАТО.
Під час війни в Перській затоці в 1991 році E-3 Sentry виконували завдання управління дозаправленням літаків в повітрі, радіолокаційне супроводження стратегічних бомбардувальників B-52, виведення груп стратегічної, тактичної та палубної авіації в райони здійснення ударів по наземним цілям, управління безпосередньою авіаційною підтримкою сухопутних військ, виявлення іракських вертольотів, охоронне стеження за літаками-розвідниками Е-8А, U-2R, RC-135 на патрулюванні.
Після теракту 11 вересня 2001 року повітряний компонент АВАКС НАТО приєднався до своїх колег зі США для спільної протиповітряної оборони в рамках операції «Ігл Есіст». Перший політ літаків НАТО з метою захисту повітряного простору США було здійснено 15 жовтня. У квітні 2002 року США оголосили про покращення стану внутрішньої безпеки, тому потреба в літаках НАТО E-3A минула, 16 травня 2002 операція «Ігл есіст» завершилася. Загалом було проведено 44 місії.
У 2011 році літаки E-3 АВАКС НАТО і ВПС Великої Британії брали участь у міжнародній військовій операції в Лівії. 27 січня 2015 року британські E-3AEW.1 були задіяні в операції міжнародної коаліції під проводом США проти Ісламської держави на території Іраку та Сирії з аеродромів на Кіпрі.

## Авіаційні події

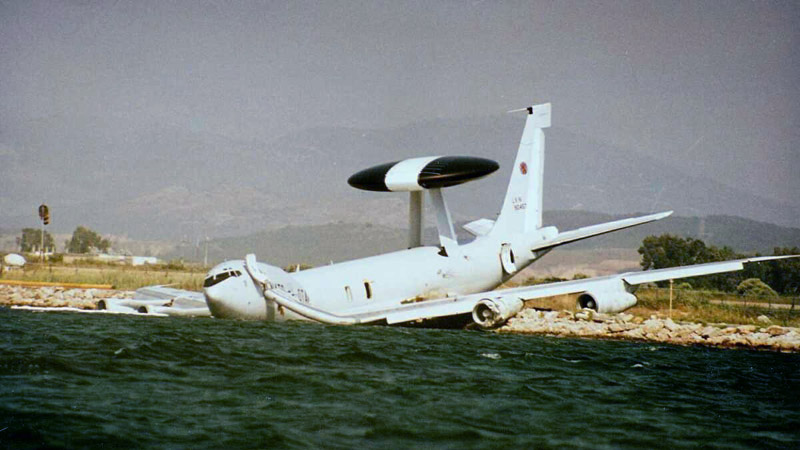
Аварія E-3A LX-N90457 АВАКС НАТО 14 липня 1996. АБ Превеза

За час експлуатації втрачено три літаки.
22 вересня 1995 року E-3С № 77-0354 ВПС США впав відразу після зльоту на авіабазі Ельмендорф-Річардсон. Причиною катастрофи стала відмова двох двигунів внаслідок зіткнення з птахами. Всі 24 члени екіпажу загинули.
14 липня 1996 року відбувся інцидент з E-3A № 79-0457 АВАКС НАТО на авіабазі Превеза (Превеза, Греція) внаслідок перерваного зльоту літак викотився за межі аеродрому в море і розламався надвоє, екіпаж з 16 осіб залишився живий.
28 серпня 2009 року у E-3C № 83-0008 ВПС США при посадці на авіабазі Нелліс в окрузі Кларк, штат Невада підломилася передня стійка шасі.